# Benzoat de sodiu
Benzoatul de sodiu (E211) este sarea de sodiu a acidului benzoic și are formula chimică C6H5-COONa. Este forma cristalină a acidului benzoic și există în această formă când este dizolvat în apă.  El poate fi obținut prin reacția hidroxidului de sodiu cu acid benzoic.

## Utilizări
Benzoatul de sodiu este un conservant. Este un bacteriostatic și fungistatic în condiții de aciditate. Este folosit în cele mai multe alimente acide, cum ar fi acriturile și murăturile în oțet - în acid acetic, băuturi carbo-gazoase acid carbonic, sucuri de tomate, sucuri și dulcețuri de fructe care conțin acid citric și în condimente. Este, de asemenea, găsit în apă de gură pe bază de alcool. De asemenea, poate fi găsit în siropuri pentru tuse ca Robitussin.
Benzoatul de sodiu este declarat pe etichetele produselor ca „benzoat de sodiu”, „conservant benzoat de sodiu” sau E211. 
Sucurile naturale de fructe au conținutul de conservare (benzoat de sodiu) maxim 200mg/l, iar sucurile carbogazoase trebuie să conțină și minim 4-5 g/l CO2.
Este, de asemenea, utilizat în focuri de artificii ca un combustibil în substanță explozivă, o pulbere care face un zgomot șuierător, sau în petarde, atunci când este comprimat într-un tub și este detonat.
Este găsit în mod natural în coacăze, prune, prune uscate, corcodușe, cireșe, cuișoare, și mere. Concentrația de conservant este limitată de către FDA în SUA la 0,1% din greutate, deși coacăzele naturale și alte fructe au un conținut de benzoat de sodiu care se apropie de această limită. 
Programul Internațional de Securitate chimică nu a găsit efecte adverse la om la doze de 647–825mg / kg de greutate corporală pe zi.Felinele (pisicile) au o toleranță semnificativ mai scăzută față de acidul benzoic și sărurile sale decât șobolanii și șoarecii.
Cu toate acestea benzoatul de sodiu este permis ca aditiv alimentar până la 0,1%, în conformitate cu buletinele oficiale AFCO

## Mecanismul de conservare alimentara
Acest mecanism începe cu absorbția de acid benzoic în celulă. Dacă în pH-ul intercelular apar modificări la 5 sau mai jos, de fermentare anaerobă a glucozei prin fosfo-fructo-kinază sau microbiană este scăzut cu 95%.

## Siguranță și sănătate
În combinații cu acid ascorbic (vitamina C, E300), benzoatul de sodiu și benzoatul de potasiu poate forma benzen, un cunoscut carcinogen. Căldura, lumina, concentrația și alți factori pot afecta rata de formare a benzenului.
Prof. Peter Piper, de la Universitatea din Sheffield susține că benzoatul de sodiu de la sine poate deteriora și inactivează funcții vitale ale ADN-ului într-o celulă de mitocondria. Mitocondria consumă oxigen pentru a genera ATP, schimbul de energie al trupului. În cazul în care acestea sunt deteriorate din cauza bolii sau a disfuncțiilor celulelor, poate intra apoptoza. Există acum multe boli legate de modificarea ADN-ului, inclusiv boala Parkinson (care poate determina apariția tumorilor cerebrale) și alte boli neuro-degenerative dar, mai presus de toate, grăbește procesul de îmbătrânire, în general.

### Hiperactivitate
Cercetările publicate în 2007 de Agenția Britanică de standarde alimentare sugerează că benzoatul de sodiu (E211) este legată de comportament hiperactiv și de inteligență scăzută la copii. Potrivit raportului, un consum mare de benzoat de sodiu este asociat cu o reducere a coeficientului de inteligență, IQ, de aproape de 5.5 puncte.
La 6 Septembrie 2007, Agenția Britanică de standarde alimentare, Food Standards Agency,  a emis recomandări privind anumiți aditivi alimentari artificiali, inclusiv benzoat de sodiu (E211) .
Jim Stevenson, profesor de la Universitatea Southampton, și autor al raportului, a declarat: "Acesta a fost un studiu mare, investigând o importantă arie de cercetare. Rezultatele sugerează că la consumul anumitor alimente artificiale, coloranți și benzoat de sodiu conservant, sunt asociate cu creșteri ale hiperactivității la copii. 
Cu toate acestea, părinții nu ar trebui să creadă că pur și simplu prin eliminarea acestor aditivi alimentari se vor împiedica discordiile de tensiune. Noi știm că sunt mulți alți factori care influențează, dar acesta este cel puțin unul pe care un copil îl poate evita." 
Două amestecuri de aditivi au fost testați în cercetări:
Amestec A:
- Sunset yellow (E110)
- Tartrazine (E102)
- Carmoisine (E122)
- Ponceau 4R (E124)
- Benzoat de sodiu (E211)

Amestec B:
- Sunset yellow (E110)
- Quinoline yellow (E104)
- Carmoisine (E122)
- Allura red (E129)
- Benzoat de sodiu (E211)

Benzoatul de sodiu a fost inclus în ambele amestecuri, dar efectele observate nu erau consistente. Agenția de standarde alimentare „The Food Standards Agency”, prin urmare, consideră că, dacă este adevărat, creșterile observate de tensiune în comportament au fost mai susceptibile de a fi legate de unul sau mai muți coloranți specifici testați. La 10 Aprilie 2008 agenția a aclamat pentru un înlăturarea coloranților (dar nu a benzoatului de sodiu) până în 2009.
În plus, a recomandat că ar trebui să existe o acțiune de a le reduce treptat în alimente și băuturi în Europene Uniunii Europene (UE), într-o o perioadă de timp specificată.
Ca răspuns la insistența consumatorilor pentru un produs mai natural și cum că E211 are legături cu deteriorarea ADN-ului și ADHD-ului, Compania Coca Cola este în procesul de eliminare progresivă a benzoatului de sodiu din Coka-Cola dietetică „Diet Coke”. Compania a declarat că are în plan scoaterea E211 și de la alte produse - inclusiv Sprite, Fanta, sortimentele de Fanta și Oasis — - imediat ce este descoperită o alternativă satisfăcătoare.

### Contraindicații
Persoanele care suferă de astm sau care au urticarie recurentă, pot fi sensibile la benzoat de sodiu și au reacții alergice. Benzoatul de sodiu și tartrazina  (E102) agravează (de la 10 la 40 procente) starea pacienților cu urticarie cronică, și probabil o proporție mai mare la indivizii sensibili la aspirină.